# Cầu Misa
Cầu Misa bắt qua Sông Hán ở Hàn Quốc và nối hai thành phố Hanam và Namyangju với nhau. Nó là một phần của cao tốc Seoul-Chuncheon.